# Coupe Spengler 2018
Navigation
Édition précédente Édition suivante
La Coupe Spengler 2018 est la 92e édition de la compétition. Elle se déroule du 26 au 31 décembre 2018 à Davos, en Suisse.

## Modus
Les six équipes participantes sont d'abord réparties en deux poules de trois, le groupe Torriani et le groupe Cattini. Chacune des équipes rencontre ses deux autres adversaires. La première équipe de chaque groupe est directement qualifiée pour les demi-finales. Les quatre autres équipes disputent des quarts de finale, durant lesquelles le deuxième du groupe Cattini rencontre le troisième du groupe Torriani, et inversement. Le vainqueur de chacun de ces quarts de finale est qualifié pour les demi-finales. Les deux équipes victorieuses s'affrontent en finale, le 31 décembre à midi.

## Participants

### Équipes
- HC Davos (NL)
- Équipe du Canada
- KalPa (SM-liiga)
- Metallourg Magnitogorsk (KHL)
- Nürnberg Ice Tigers (DEL)
- HC Oceláři Třinec (Extraliga)

## Résultats

### Phase de groupes

#### Groupe Cattini
| Clt   | Équipe              | PJ | V | VP | VF | D | DP | DF | BP | BC | Pts |
| ----- | ------------------- | -- | - | -- | -- | - | -- | -- | -- | -- | --- |
| +001, | Équipe du Canada    | 2  | 2 | 0  | 0  | 0 | 0  | 0  | 8  | 3  | 6   |
| +002, | HC Davos            | 2  | 1 | 0  | 0  | 1 | 0  | 0  | 4  | 4  | 3   |
| +003, | Nürnberg Ice Tigers | 2  | 0 | 0  | 0  | 2 | 0  | 0  | 4  | 9  | 0   |

- Qualifié directement pour les demi-finales
- Qualifié pour les quarts de finale

| 26 décembre | HC Davos | 1-2 (0-1, 1-1, 0-0) | Équipe du Canada | Vaillant Arena 6 300 spectateurs |

| Feuille de match | Feuille de match     | Feuille de match | Feuille de match                                                                  | Feuille de match                                                                           |
| ---------------- | -------------------- | ---------------- | --------------------------------------------------------------------------------- | ------------------------------------------------------------------------------------------ |
|                  | - Bader — 38 min 6 s | 0-1 0-2 1-2      | Boychuk (Després, Dalpe) — 5 min 24 s D'Agostini (Ebbett, Winnik) — 23 min 43 s - | Arbitrage : Daniel Stricker Brad Watson Juges de ligne : Franco Castelli Marc-Henri Progin |
| Lindbäck         | Gardiens             | Fucale           |                                                                                   | Arbitrage : Daniel Stricker Brad Watson Juges de ligne : Franco Castelli Marc-Henri Progin |
| 22 min           | Pénalités            | 8 min            |                                                                                   | Arbitrage : Daniel Stricker Brad Watson Juges de ligne : Franco Castelli Marc-Henri Progin |
| 25               | Tirs                 | 36               |                                                                                   | Arbitrage : Daniel Stricker Brad Watson Juges de ligne : Franco Castelli Marc-Henri Progin |

| 27 décembre | Nürnberg Ice Tigers | 2-3 (0-2, 1-0, 1-1) | HC Davos | Vaillant Arena 6 300 spectateurs |

| Feuille de match | Feuille de match                                                                    | Feuille de match    | Feuille de match                                                                                                | Feuille de match                                                               |
| ---------------- | ----------------------------------------------------------------------------------- | ------------------- | --- | ------------------------------------------------------------------------------ |
|                  | - Buck (Bast, Aronson) — 36 min 57 s Pföderl (Gilbert, Dupuis) — 48 min 37 s (SN) - | 0-1 0-2 1-2 2-2 2-3 | Pestoni (Jung, Heldner) — 5 min 32 s Simion (Klasen, Ambühl) — 6 min 36 s - Payr (Klasen, Ambühl) — 51 min 43 s | Arbitrage : Micha Hebeisen Brad Watson Juges de ligne : Dario Fuchs Simon Wüst |
| Treutle          | Gardiens                                                                            | Senn                | | Arbitrage : Micha Hebeisen Brad Watson Juges de ligne : Dario Fuchs Simon Wüst |
| 8 min            | Pénalités                                                                           | 6 min               | | Arbitrage : Micha Hebeisen Brad Watson Juges de ligne : Dario Fuchs Simon Wüst |
| 35               | Tirs                                                                                | 29                  | | Arbitrage : Micha Hebeisen Brad Watson Juges de ligne : Dario Fuchs Simon Wüst |

| 28 décembre | Équipe du Canada | 6-2 (1-0, 4-1, 1-1) | Nürnberg Ice Tigers | Vaillant Arena 6 300 spectateurs |

| Feuille de match | Feuille de match | Feuille de match                | Feuille de match                                                                           | Feuille de match                                                                   |
| ---------------- | --- | ------------------------------- | ------------------------------------------------------------------------------------------ | ---------------------------------------------------------------------------------- |
|                  | Fabbro (Moore, Conrad) — 2 min 21 s - Winnik (Wiercioch, Knelsen) — 24 min 52 s Ebbett (D'Agostini, DiDomenico) — 31 min 14 s Dalpe (Winnik) — 33 min 1 s Knelsen (Lapierre, Moore) — 37 min 45 s Fabbro (Lapierre, Noreau) — 48 min 37 s - | 1-0 1-1 2-1 3-1 4-1 5-1 6-1 6-2 | - Reimer (Pföderl, Dupuis) — 20 min 52 s (SN) - Mieszkowski (Brown, Jurčina) — 57 min 54 s | Arbitrage : Brad Watson Marc Wiegand Juges de ligne : Marc-Henri Progin Simon Wüst |
| Fucale           | Gardiens | Jenike                          |                                                                                            | Arbitrage : Brad Watson Marc Wiegand Juges de ligne : Marc-Henri Progin Simon Wüst |
| 10 min           | Pénalités | 8 min                           |                                                                                            | Arbitrage : Brad Watson Marc Wiegand Juges de ligne : Marc-Henri Progin Simon Wüst |
| 39               | Tirs | 21                              |                                                                                            | Arbitrage : Brad Watson Marc Wiegand Juges de ligne : Marc-Henri Progin Simon Wüst |

#### Groupe Torriani
| Clt   | Équipe                  | PJ | V | VP | VF | D | DP | DF | BP | BC | Pts |
| ----- | ----------------------- | -- | - | -- | -- | - | -- | -- | -- | -- | --- |
| +001, | KalPa                   | 2  | 1 | 1  | 0  | 0 | 0  | 0  | 4  | 1  | 5   |
| +002, | Metallourg Magnitogorsk | 2  | 0 | 0  | 1  | 0 | 1  | 0  | 2  | 2  | 3   |
| +003, | HC Oceláři Třinec       | 2  | 0 | 0  | 0  | 1 | 0  | 1  | 2  | 5  | 1   |

- Qualifié directement pour les demi-finales
- Qualifié pour les quarts de finale

| 26 décembre | HC Oceláři Třinec | 1-2 (TB) (0-0, 1-0, 0-1, 0-0, 0-1) | Metallourg Magnitogorsk | Vaillant Arena 5 359 spectateurs |

| Feuille de match | Feuille de match                             | Feuille de match | Feuille de match                                                           | Feuille de match                                                                 |
| ---------------- | -------------------------------------------- | ---------------- | -------------------------------------------------------------------------- | -------------------------------------------------------------------------------- |
|                  | Adamský (Roth, Svacina) — 22 min 58 s (SN) - | 1-0 1-1 1-2      | - Matouchkine (Rasmussen, Pakarinen) — 52 min 55 s Lioubimov — 65 min (TB) | Arbitrage : Micha Hebeisen Marc Wiegand Juges de ligne : Stany Gnemmi Simon Wüst |
| Hrubec           | Gardiens                                     | Zaguidouline     |                                                                            | Arbitrage : Micha Hebeisen Marc Wiegand Juges de ligne : Stany Gnemmi Simon Wüst |
| 22 min           | Pénalités                                    | 32 min           |                                                                            | Arbitrage : Micha Hebeisen Marc Wiegand Juges de ligne : Stany Gnemmi Simon Wüst |
| 8                | Tirs                                         | 4                |                                                                            | Arbitrage : Micha Hebeisen Marc Wiegand Juges de ligne : Stany Gnemmi Simon Wüst |

| 27 décembre | KalPa | 3-1 (1-0, 1-1, 1-0) | HC Oceláři Třinec | Vaillant Arena 5 141 spectateurs |

| Feuille de match | Feuille de match                                                                 | Feuille de match | Feuille de match                   | Feuille de match                                                                       |
| ---------------- | -------------------------------------------------------------------------------- | ---------------- | ---------------------------------- | -------------------------------------------------------------------------------------- |
|                  | Ruutu (Rissanen, Texier) — 12 min 6 s - Texier — 33 min 19 s Ruutu — 40 min 32 s | 1-0 1-1 2-1 3-1  | - Gernát (Bukarts) — 32 min 26 s - | Arbitrage : Roman Gofman Daniel Stricker Juges de ligne : Franco Castelli Stany Gnemmi |
| Godla            | Gardiens                                                                         | Daneček          |                                    | Arbitrage : Roman Gofman Daniel Stricker Juges de ligne : Franco Castelli Stany Gnemmi |
| 8 min            | Pénalités                                                                        | 12 min           |                                    | Arbitrage : Roman Gofman Daniel Stricker Juges de ligne : Franco Castelli Stany Gnemmi |
| 24               | Tirs                                                                             | 30               |                                    | Arbitrage : Roman Gofman Daniel Stricker Juges de ligne : Franco Castelli Stany Gnemmi |

| 28 décembre | Metallourg Magnitogorsk | 0-1 (pr) (0-0, 0-0, 0-0, 0-1) | KalPa | Vaillant Arena 5 509 spectateurs |

| Feuille de match | Feuille de match | Feuille de match | Feuille de match                           | Feuille de match                                                                   |
| ---------------- | ---------------- | ---------------- | ------------------------------------------ | ---------------------------------------------------------------------------------- |
|                  | -                | 0-1              | Jokinen (Rissanen, Leskinen) — 62 min 47 s | Arbitrage : Roman Gofman Micha Hebeisen Juges de ligne : Daniel Fuchs Stany Gnemmi |
| Zaguidouline     | Gardiens         | Manzato          |                                            | Arbitrage : Roman Gofman Micha Hebeisen Juges de ligne : Daniel Fuchs Stany Gnemmi |
| 6 min            | Pénalités        | 6 min            |                                            | Arbitrage : Roman Gofman Micha Hebeisen Juges de ligne : Daniel Fuchs Stany Gnemmi |
| 18               | Tirs             | 27               |                                            | Arbitrage : Roman Gofman Micha Hebeisen Juges de ligne : Daniel Fuchs Stany Gnemmi |

### Phase finale

#### Tableau
|  | Quarts de finale        | Quarts de finale |                     |             | Demi-finales     | Demi-finales |  |  | Finale      | Finale      |
|  | Quarts de finale        | Quarts de finale |                     |             | Demi-finales     | Demi-finales |  |  | Finale      | Finale      |
|  |                         |                  |                     |             |                  |              |  |  |             |             |
|  | 29 décembre             | 29 décembre      |                     |             | 30 décembre      | 30 décembre  |  |  | 31 décembre | 31 décembre |
|  | 29 décembre             | 29 décembre      |                     |             | 30 décembre      | 30 décembre  |  |  | 31 décembre | 31 décembre |
|  | 29 décembre             | 29 décembre      | Équipe du Canada    | 4           |                  |              |  |  | 31 décembre | 31 décembre |
|  | Metallourg Magnitogorsk | 1                | Équipe du Canada    | 4           |                  |              |  |  | 31 décembre | 31 décembre |
|  | Metallourg Magnitogorsk | 1                | Nürnberg Ice Tigers | 2           |                  |              |  |  | 31 décembre | 31 décembre |
|  | Nürnberg Ice Tigers     | 3                | Nürnberg Ice Tigers | 2           |                  |              |  |  | 31 décembre | 31 décembre |
|  | Nürnberg Ice Tigers     | 3                | 30 décembre         | 30 décembre | Équipe du Canada | 1            |  |  |             |             |
|  | 29 décembre             |                  | 30 décembre         | 30 décembre | Équipe du Canada | 1            |  |  |             |             |
|  |                         | KalPa            | 30 décembre         | 30 décembre | 2F               |              |  |  |             |             |
|  | HC Davos                | KalPa            | 30 décembre         | 30 décembre | 2F               | 3            |  |  |             |             |
|  | HC Davos                | KalPa            | 2                   |             |                  | 3            |  |  |             |             |
|  | HC Oceláři Třinec       | KalPa            | 2                   | 1           |                  |              |  |  |             |             |
|  | HC Oceláři Třinec       | HC Davos         | 1                   | 1           |                  |              |  |  |             |             |
|  |                         | HC Davos         | 1                   |             |                  |              |  |  |             |             |

#### Quarts de finale
| 29 décembre | Metallourg Magnitogorsk | 1-3 (0-1, 1-2, 0-0) | Nürnberg Ice Tigers | Vaillant Arena 5 605 spectateurs |

| Feuille de match | Feuille de match                                | Feuille de match | Feuille de match                                                                                          | Feuille de match                                                                      |
| ---------------- | ----------------------------------------------- | ---------------- | --- | ------------------------------------------------------------------------------------- |
|                  | - Kouliomine (Varfolomeïev) — 21 min 4 s (SN) - | 0-1 1-1 1-2 1-3  | Reimer (Weiß) — 4 min 6 s - Buck (Acton, Lalonde) — 26 min 29 s (SN) Pföderl (Reimer, Weiß) — 28 min 28 s | Arbitrage : Daniel Stricker Marc Wiegand Juges de ligne : Franco Castelli Dario Fuchs |
| Zaguidouline     | Gardiens                                        | Treutle          | | Arbitrage : Daniel Stricker Marc Wiegand Juges de ligne : Franco Castelli Dario Fuchs |
| 6 min            | Pénalités                                       | 26 min           | | Arbitrage : Daniel Stricker Marc Wiegand Juges de ligne : Franco Castelli Dario Fuchs |
| 30               | Tirs                                            | 23               | | Arbitrage : Daniel Stricker Marc Wiegand Juges de ligne : Franco Castelli Dario Fuchs |

| 29 décembre | HC Davos | 3-1 (1-0, 0-1, 2-0) | HC Oceláři Třinec | Vaillant Arena 6 300 spectateurs |

| Feuille de match | Feuille de match                                                                                         | Feuille de match | Feuille de match                      | Feuille de match                                                                        |
| ---------------- | --- | ---------------- | ------------------------------------- | --------------------------------------------------------------------------------------- |
|                  | Klasen (Simion, Heldner) — 14 min 18 s - Klasen (Ambühl, Simion) — 47 min 34 s Wieser — 59 min 59 s (CV) | 1-0 1-1 2-1 3-1  | - Kovařčík (Krajíček) — 36 min 18 s - | Arbitrage : Roman Gofman Micha Hebeisen Juges de ligne : Stany Gnemmi Marc-Henri Progin |
| Lindbäck         | Gardiens                                                                                                 | Hrubec           |                                       | Arbitrage : Roman Gofman Micha Hebeisen Juges de ligne : Stany Gnemmi Marc-Henri Progin |
| 8 min            | Pénalités                                                                                                | 14 min           |                                       | Arbitrage : Roman Gofman Micha Hebeisen Juges de ligne : Stany Gnemmi Marc-Henri Progin |
| 27               | Tirs | 28               |                                       | Arbitrage : Roman Gofman Micha Hebeisen Juges de ligne : Stany Gnemmi Marc-Henri Progin |

#### Demi-finales
| 30 décembre | Équipe du Canada | 4-2 (3-0, 1-1, 0-1) | Nürnberg Ice Tigers | Vaillant Arena 6 300 spectateurs |

| Feuille de match | Feuille de match | Feuille de match        | Feuille de match                                                                 | Feuille de match                                                                            |
| ---------------- | --- | ----------------------- | -------------------------------------------------------------------------------- | ------------------------------------------------------------------------------------------- |
|                  | Emmerton (Boychuk, Fabbro) — 7 min 6 s Boychuk (Emmerton) — 9 min 39 s Boychuk (Noreau, Micflikier) — 12 min 45 s DiDomenico (Ebbett, Noreau) — 22 min 30 s (SN) - | 1-0 2-0 3-0 4-0 4-1 4-2 | - Weiß (Pföderl, Gilbert) — 31 min 32 s (SN) Buck (Bender, Pföderl) — 55 min 7 s | Arbitrage : Daniel Stricker Marc Wiegand Juges de ligne : Franco Castelli Marc-Henri Progin |
| Fucale           | Gardiens | Treutle                 |                                                                                  | Arbitrage : Daniel Stricker Marc Wiegand Juges de ligne : Franco Castelli Marc-Henri Progin |
| 8 min            | Pénalités | 12 min                  |                                                                                  | Arbitrage : Daniel Stricker Marc Wiegand Juges de ligne : Franco Castelli Marc-Henri Progin |
| 33               | Tirs | 17                      |                                                                                  | Arbitrage : Daniel Stricker Marc Wiegand Juges de ligne : Franco Castelli Marc-Henri Progin |

| 30 décembre | KalPa | 2-1 (1-0, 0-0, 1-1) | HC Davos | Vaillant Arena 6 300 spectateurs |

| Feuille de match | Feuille de match                                                           | Feuille de match | Feuille de match                              | Feuille de match                                                             |
| ---------------- | -------------------------------------------------------------------------- | ---------------- | --------------------------------------------- | ---------------------------------------------------------------------------- |
|                  | Nousianen (Mäkinen) — 2 min 11 s - Rissanen (Texier, Ruuttu) — 50 min 37 s | 1-0 1-1 2-1      | - Frehner (Jung, Aeschlimann) — 45 min 47 s - | Arbitrage : Roman Gofman Brad Watson Juges de ligne : Dario Fuchs Simon Wüst |
| Manzato          | Gardiens                                                                   | Senn             |                                               | Arbitrage : Roman Gofman Brad Watson Juges de ligne : Dario Fuchs Simon Wüst |
| 2 min            | Pénalités                                                                  | 2 min            |                                               | Arbitrage : Roman Gofman Brad Watson Juges de ligne : Dario Fuchs Simon Wüst |
| 28               | Tirs                                                                       | 22               |                                               | Arbitrage : Roman Gofman Brad Watson Juges de ligne : Dario Fuchs Simon Wüst |

#### Finale
| 31 décembre | Équipe du Canada | 1-2 (TB) (0-0, 0-0, 1-1, 0-0, 0-1) | KalPa | Vaillant Arena 6 300 spectateurs |

| Feuille de match | Feuille de match                             | Feuille de match | Feuille de match                                                           | Feuille de match                                                                   |
| ---------------- | -------------------------------------------- | ---------------- | -------------------------------------------------------------------------- | ---------------------------------------------------------------------------------- |
|                  | Winnik (Mitchell, Cracknell) — 45 min 16 s - | 1-0 1-1 1-2      | - Luostarinen (Lappalainen, Nuutinen) — 51 min 24 s Rissanen — 65 min (TB) | Arbitrage : Brad Watson Marc Wiegand Juges de ligne : Marc-Henri Progin Simon Wüst |
| Fucale           | Gardiens                                     | Godla            |                                                                            | Arbitrage : Brad Watson Marc Wiegand Juges de ligne : Marc-Henri Progin Simon Wüst |
|                  |                                              |                  |                                                                            | Arbitrage : Brad Watson Marc Wiegand Juges de ligne : Marc-Henri Progin Simon Wüst |
|                  |                                              |                  |                                                                            | Arbitrage : Brad Watson Marc Wiegand Juges de ligne : Marc-Henri Progin Simon Wüst |

## Équipe d'étoiles
Chaque année, une équipe type du tournoi est constituée avec les meilleurs joueurs des six équipes.
| Position   | Joueur           | Équipe              |
| ---------- | ---------------- | ------------------- |
| Gardien    | Daniel Manzato   | KalPa               |
| Défenseurs | Dante Fabbro     | Équipe du Canada    |
| Défenseurs | Kim Nousiainen   | KalPa               |
| Attaquants | Linus Klasen     | HC Davos            |
| Attaquants | Zach Boychuk     | Équipe du Canada    |
| Attaquants | Leonhard Pföderl | Nürnberg Ice Tigers |